# Hanafí

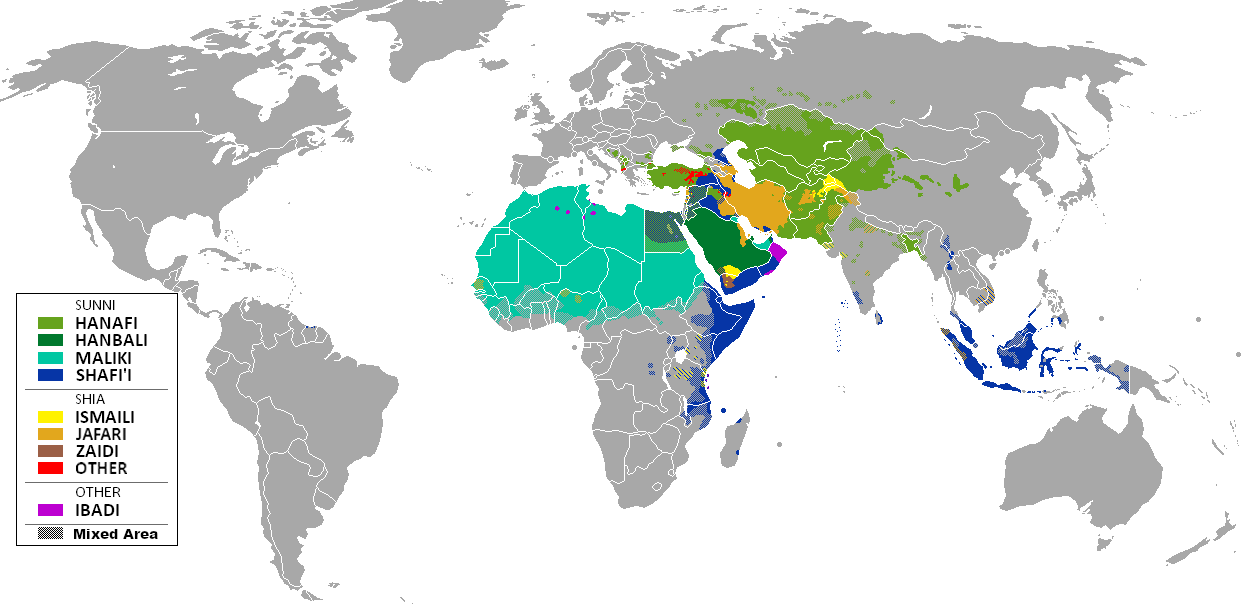
Mapa de la distribución de los Madhab

La escuela hanafí (en árabe حنفى) es una de las cuatro escuelas de pensamiento (madhabs) o jurisprudencia (fiqh) dentro del islam sunni. Fundada por Abu Hanifa Al-Nu'mān ibn Thābit (en árabe: النعمان بن ثابت‎) (699-765) está considerada la escuela más abierta a las ideas modernas. Al mismo tiempo, sigue algunas de las interpretaciones más estrictas de las leyes islámicas.
Era la escuela del califato abasí y del imperio otomano. Utiliza la razón, la lógica, la opinión (ra'y), la analogía (qiyas) y la preferencia (istihsan) en la formulación de las leyes.
Sus seguidores también son conocidos como hanafíes o hanifíes. Es la mayor y más antigua de las cuatro escuelas, seguida por aproximadamente el 45 % de los musulmanes del mundo. Las otras tres escuelas de pensamiento son la shafi'í, malikí y hanbalí.
Los más conspicuos propagadores del pensamiento hanafí a lo largo de la historia fueron probablemente el Imperio otomano y el Imperio mogol, de modo que las áreas que dominaron son predominantemente hanafíes.
La escuela hanafí es predominante hoy entre:
- Musulmanes sunníes en Asia meridional: Pakistán, la India, Bangladés, gracias a las sucesivas influencias centroasiáticas (gaznávida, gúrida y mogol).
- En Oriente Próximo: Bajo Egipto, donde la influencia hanafí de los otomanos fue más intensa.
- Irak y Levante (Siria, Líbano, Jordania y Palestina) son zonas mixtas shafi'í y hanafí.
- Regiones del Cáucaso: Abjasia, Circasia, Ingushetia, Chechenia y Daguestán son hanafíes casi por completo.

Otras áreas con población hanafí considerable son:
- Comunidades musulmanas de los Balcanes, gracias a la influencia otomana:
  - Bosnia-Herzegovina
  - Kosovo
  - Albania
  - comunidades en Bulgaria y Rumanía.
- Países de Asia Central: Uzbekistán, Kazajistán, Kirguistán, Tayikistán, Turkmenistán, aparte de la mayoritaria población musulmana suní de Afganistán.
- China, Rusia (Tartaristán y Bashkortostán) y Ucrania (tártaros de Crimea).
- Por ser centro neurálgico del Imperio otomano, la mayoría de los turcos también abrazaron el hanafismo.
- Algunas minorías del Norte de África, región que estuvo bajo el dominio del Imperio otomano (excepto Marruecos).

La constitución de Afganistán permite a los jueces afganos usar la jurisprudencia hanafí en situaciones en las que la constitución carezca de previsiones.
La escuela hanafí es considerada la más liberal. Por ejemplo, bajo la jurisprudencia hanafí la blasfemia no es punible por el Estado, a pesar de estar considerada un crimen civil por otras escuelas.
Hay poca o ninguna animosidad entre las cuatro escuelas legislativas dentro del islam suní. En su lugar hay un análisis y debate de ideas que permite refinar la interpretación de cada escuela. No es infrecuente, ni desaconsejado, que un individuo siga una escuela pero tome el punto de vista de otra en algún asunto concreto.